# 고구려의 혼
"고구려의 혼"은 한국에서 제작된 임운학 감독의 1949년 영화이다. 조성기 등이 제작에 참여하였다.

## 기타
- 원작자: 김마부
- 녹음: 조종국